# Chapour de Mésène
Chapour de Mésène (IIIe siècle) fut un prince perse sassanide et un roi de Mésène.

## Biographie
Chapour de Perse était le second fils de Chapour Ier, empereur sassanide de Perse. Encore jeune, il reçoit de son père l'apanage du royaume de Mésène, en Perse. C'est tout ce que nous savons sur lui.
Il est cité vers 260 dans la grande inscription de Naqsh-e Rostam avec ses frères : « le roi de Gêlân, Vahrâm, le grand roi d'Arménie, Hormizd-Ardachîr et le roi du Sind des Sakas et de Touran Narseh... ». Ce même texte lui attribue une épouse Dênak et six fils et une fille : 
- Hormizd
- Hormizdak
- Odâ-Kakht
- Vahrâm
- Sapor
- Péroz
- Sapor-Doukhtak

## Source
- André Maricq, Res gestae divi Saporis « Classica et Orientalia », dans Syria, tome 35, fascicule 3-4, 1958, p. 295-360.